# Corbulella extenuata
Corbulella extenuata är en mossdjursart som beskrevs av Dick, Tilbrook och Shunsuke F. Mawatari 2006. Corbulella extenuata ingår i släktet Corbulella och familjen Calloporidae. Inga underarter finns listade i Catalogue of Life.